# Anna Kajsa Hallgard
Margit Olofsson, född 7 januari 1915 i Levide socken på Gotland, död 12 april 1995 i Hemse, var en svensk författare och lantbrukare. Hon var verksam under pseudonymen Anna Kajsa Hallgard. Hon värnade mycket om hembygden och testamenterade en stor summa pengar som skulle användas till att hävda ängena, speciellt Back- och Solsängena. 
Hallgard gav även ut berättelsesamlingarna Blåelden (1970), Solsänget (1973) och Gulläpplar och andra berättelser på gutamål (1995). År 1993 kom den självbiografiska skildringen Baka bröd och drömma drömmar.

## Biografi

### Bakgrund
Margit Olofsson föddes på gården Hallbåter i Levide socken, där släkten bott i två generationer. Modern Alma var född på gården, medan fadern Olof kom från Slite. I familjen föddes senare den yngre sonen Ragnar.
Olofsson deltog som ung i alla gårdens sysslor, inklusive hävdning av en löväng, fagning och slåtter. Ängen – Solsänget – spelade sedan roll för det kommande författandet, inklusive i berättelsesamlingen med samma namn (från 1973).
Efter folkskolan stannade hon kvar på gården. Hon aktiverade sig i SLU, Svenska Landsbygdens Ungdomsförbund, där diskussionerna fördes om lantbruk, politik, språk och litteratur. Under många år reste hon återkommande till olika riksstämmor.

### Författande och senare år
Hon började sitt skrivande i lönndom och mest nattetid, eftersom skrivande inte sågs som ett riktigt arbete. Hennes skrivande, som skedde under pseudonymen Anna Kajsa Hallgard, hade dock sin grund i en protest mot hur bönder brukade beskrivas i den dåtida litteraturen. Hennes släktroman Gartu Grinds son publicerades som följetong i Gotlands Allehanda, och 1942 kom debutromanen En man finner sin väg. Gartu Grinds son fortsattes 1974 med Barnbarnen.
Motiven i berättelserna blev människor och miljöer från den gotländska landsbygden. Återkommande teman är dragningskraften mellan viljan att resa och bundenheten till hembygden, en motsättning som speglades i hennes eget liv. Hennes egna flitiga resande återkom ofta i de sammanlagt 20-talet böckerna.
I Människa spår (1959) infogades folktro och levande kulturhistoria. Silkesduken från 1984 inkluderade även ämnen som isolering, avund och missförstånd. Bland novellsamlingarna kan även nämnas Blåelden från 1970.
Olofsson engagerade sig i gotländskan, och hon läste in en del av böckerna som ljudbok. 1995 kom novellsamlingen Gulläpplar och andra berättelser på gutamål, två år efter den självbiografiska Baka bröd och drömma drömmar.

## Privatliv och sista tid
Margit Olofsson flyttade från gården när hon träffade sin sambo Albin Pålsson, en gårdsägare i Skåne. Varje sommar återkom hon dock till Gotland och gården i Levide, som från 1946 sköttes av den yngre brodern Ragnar Olofsson (1919–1995).
Efter hennes sambos död 1989 flyttade hon hem till Gotland. Hon slog sig ner i Hemse, en mil från föräldrahemmet. Hon avled 1995. Syskonen Olofsson är begravda på Levide kyrkogård.

## Verk
- 1942 – En man finner sin väg
- 1942 – De voro från Hulte
- 1945 – Leistu Hedda
- 1950 – Kom kamrat
- 1954 – Pappersdockor
- 1956 – Det stora arvet
- 1959 – Människa spår
- 1960 – Skattbacken
- 1962 – Drömresa
- 1968 – Gartru Grinds son (släktroman följs av Barnbarnen)
- 1969 – Båtels Magda
- 1970 – Blåelden
- 1973 – Solsänget
- 1974 – Barnbarnen
- 1976 – Ögonkast – möten med bönder i öst och väst
- 1977 – Modellen
- 1979 – I by och folkkommun
- 1984 – Silkesduken
- 1985 – Sorken
- 1986 (2013[4]) – Gotland din längtan : Gustav Larsson ett vänporträtt
- 1993 – Baka bröd och drömma drömmar (självbiografisk)
- 1995 – Gulläpplar och andra berättelser på gutamål

## Priser och utmärkelser
- 1955 – Landsbygdens författarstipendium
- 1955 – Boklotteriets stipendiater 1955
- 1969 – Gotlands kommuns kulturpris[2]